# لنگادوگ
لنگادوگ (به انگلیسی: Llangadog) یک روستا در بریتانیا است که در Llangadog واقع شده‌است. لنگادوگ ۱٬۳۱۱ نفر جمعیت دارد.